# Фаха
Фаха (нем. Vacha) — город в Германии, в земле Тюрингия. 
Входит в состав района Вартбург. Подчиняется управлению Фаха.  Население составляет 3676 человек (на 31 декабря 2010 года). Занимает площадь 19,32 км². Официальный код  —  16 0 63 082.
Город подразделяется на 4 городских района.